# Parc national de Schiniás-Marathon
Le parc national de Schiniás-Marathon (en grec moderne : Εθνικό Πάρκο Σχινιά Μαραθώνα) est un parc national de Grèce, près de la ville de Marathon, sur la côte nord-est de l'Attique. Créé en 2000, il est situé à une trentaine de kilomètres de la capitale athénienne.

## Géographie

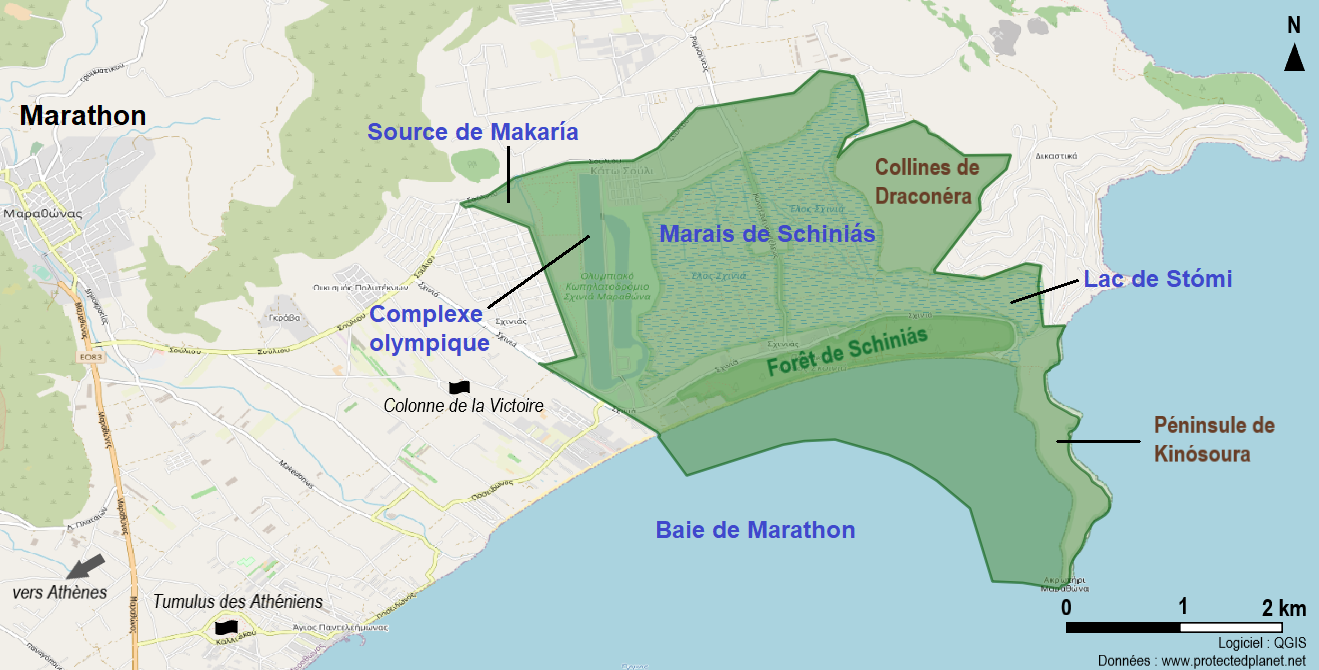
Emprise du parc national de Schiniás-Marathon en vert.

Le parc national de Schiniás-Marathon est le plus petit des parcs nationaux de Grèce. Malgré sa faible superficie, il regroupe cependant des sous-ensembles naturels relativement diversifiés : 
- la source de Makaría, à l'extrémité nord-ouest de l'emprise, forme deux petits lacs riches en poissons[1]. Selon Pausanias, le lieu est associé au mythe de Macarie, fille d'Héraclès et Déjanire[2]. Son débit relativement important, estimé à 6-7 millions de m3 par an, alimentait directement la zone humide avant les premiers travaux de drainage en 1923[3] ;
- les bassins semi-artificiels d'aviron d'une superficie de 300 hectares, aménagés à la fin des années 1990 et alimentés par la source de Makaría ;
- le marais de Schiniás, sur près de 7 000 hectares, constitue de nos jours la principale zone humide de l'Attique, et ce malgré une étendue considérablement réduite par les aménagements de drainage agricole au cours du XXe siècle[4] ;
- la forêt côtière de Schiniás ou de Koukounariá, mêlant Pins parasols (Pinus pinea) et Pins d'Alep (Pinus halepensis) sur une superficie avoisinant 1 400 hectares, est la deuxième plus importante du pays après celle de Strofyliá[4] ;
- la péninsule de Kinósoura, située à l'extrémité sud-est du parc national et culminant à 92 m[5], a conservé son caractère naturel avec un impact anthropique minimal ;
- le lac d'eau salée de Stómi, au nord de la péninsule, était autrefois inondé de manière permanente[4] mais ne l'est plus aujourd'hui que saisonnièrement ;
- les collines de Draconéra, au nord-est de l'emprise, culminent à 242 m et présentent une végétation typiquement méditerranéenne. Au pied de ces collines se forme une petite source homonyme alimentant le marais[3] ;
- une plage de sable de 3 km de long ainsi qu'une portion maritime de la baie de Marathon occupant un quart de la superficie totale du parc national[3].

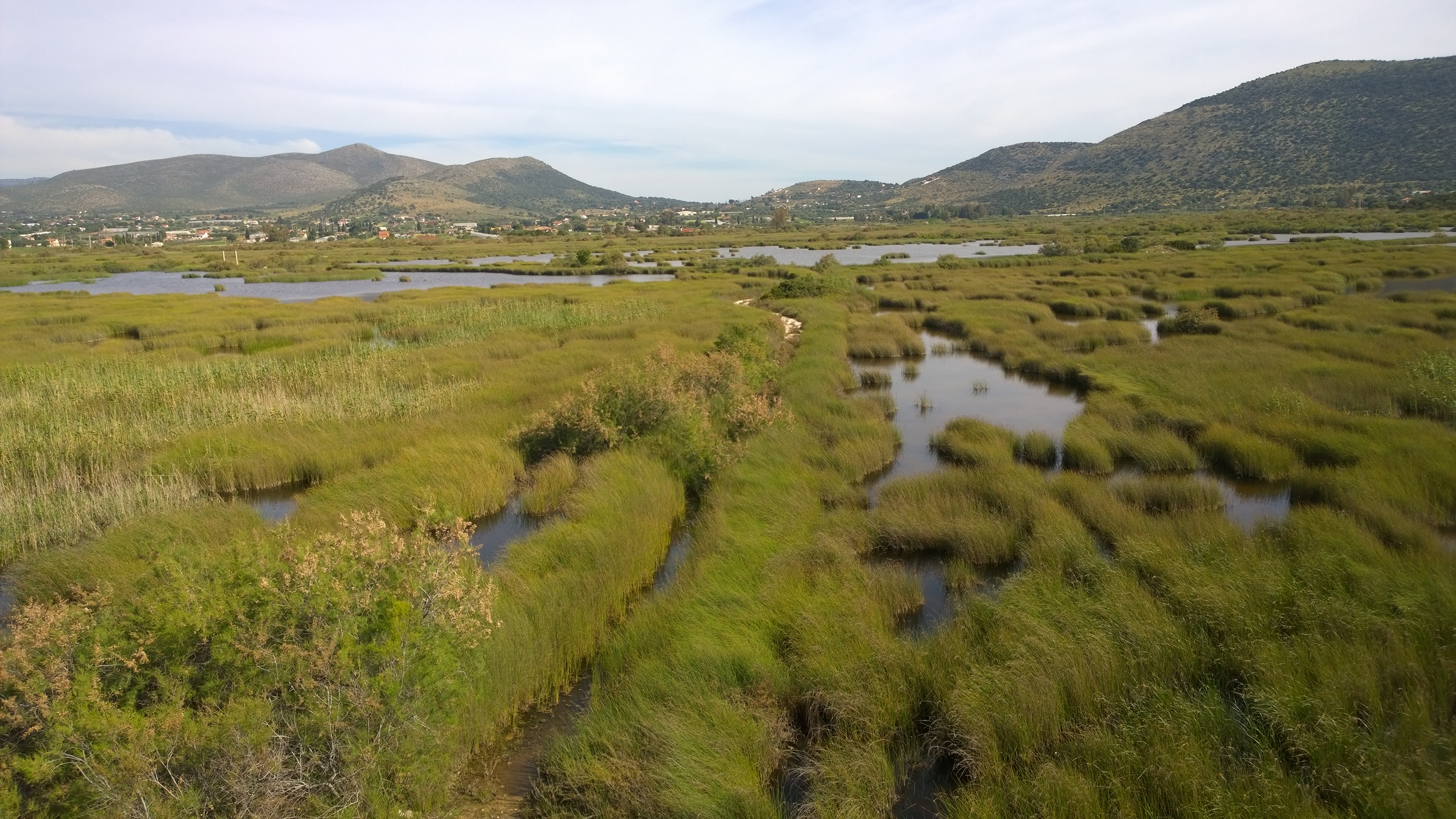
Paysage du marais de Schiniás.
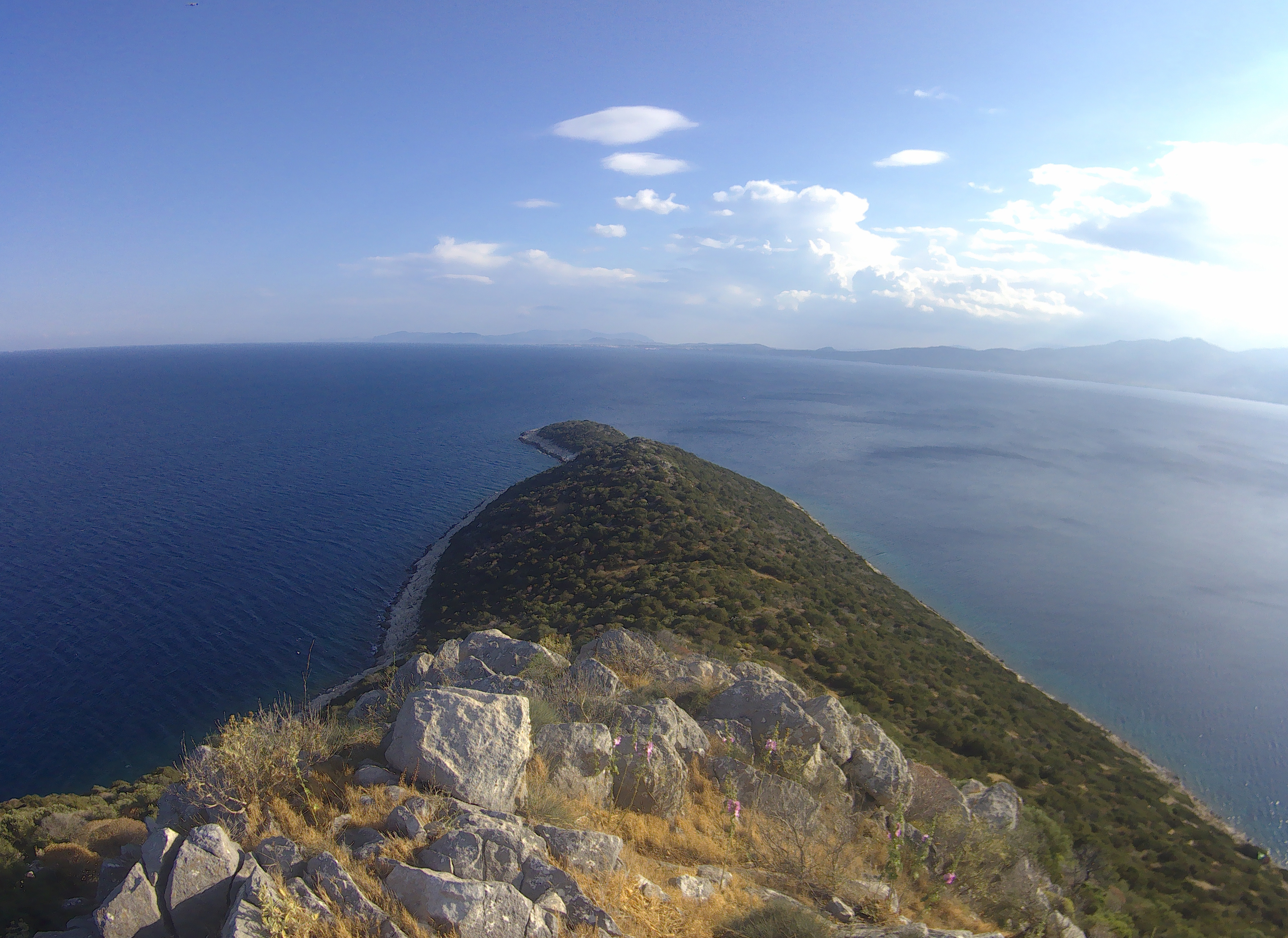
Péninsule de Kinósoura.
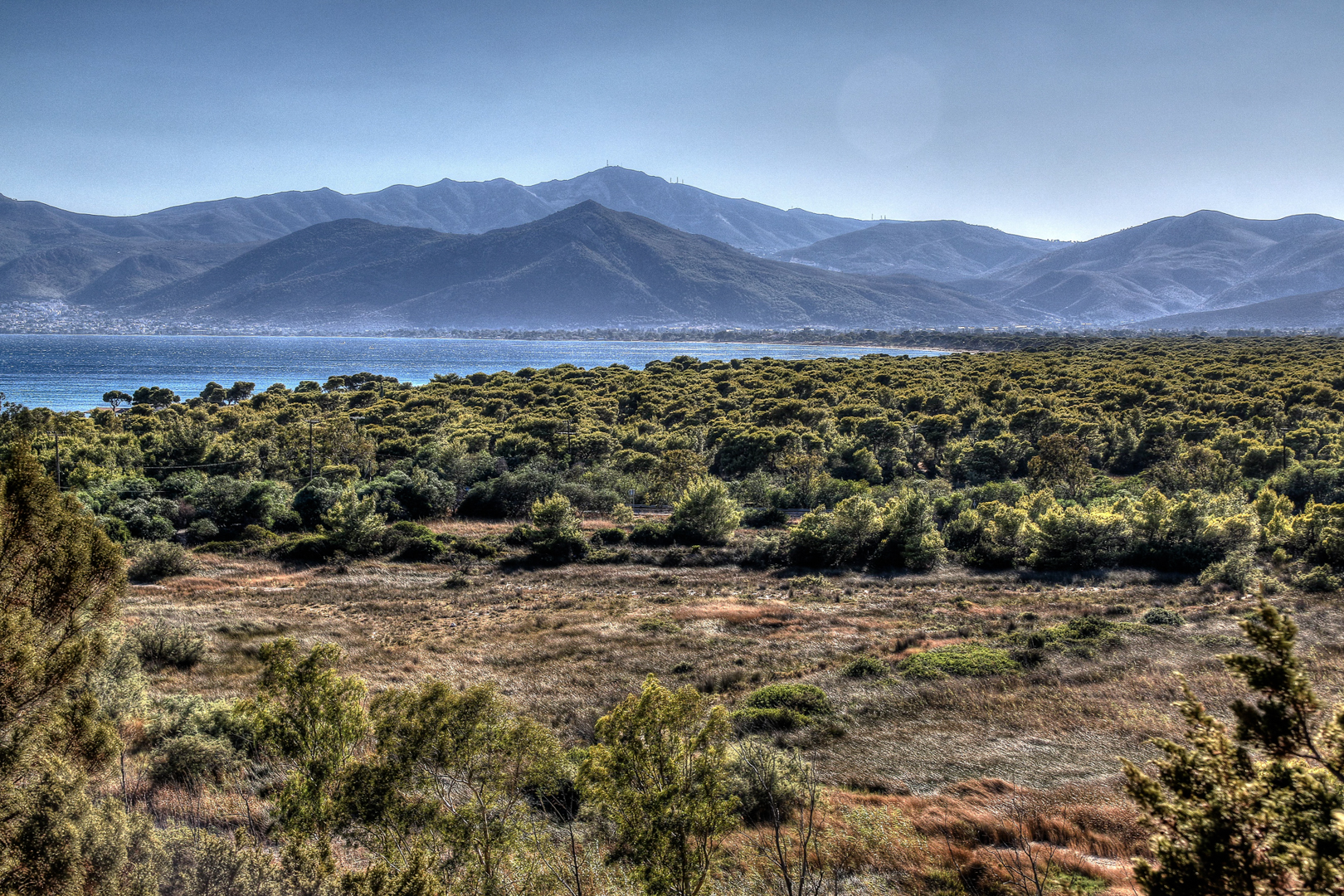
Lac de Stómi asséché, forêt et Pentélique en arrière-plan.
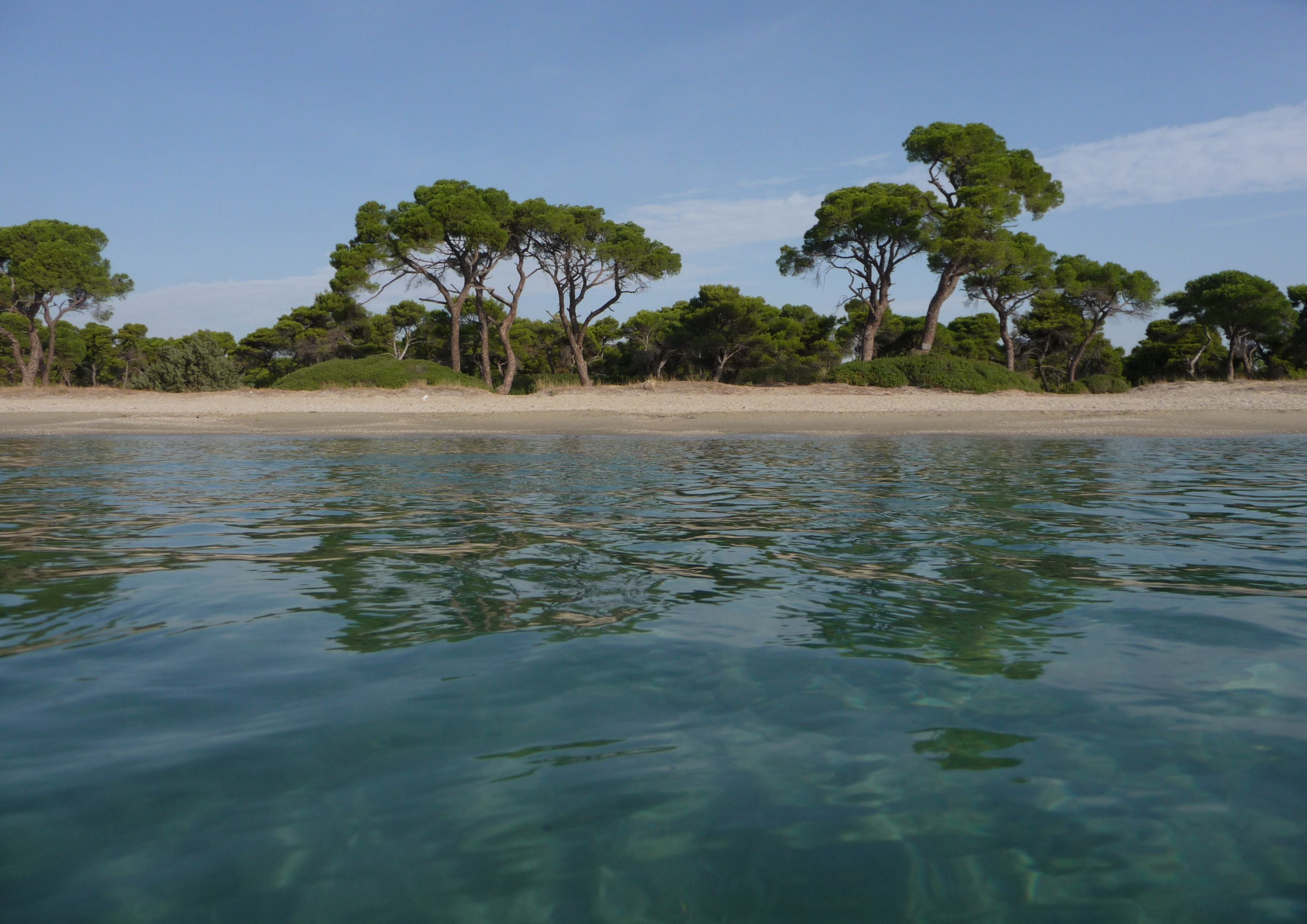
Vue de la plage depuis la zone maritime protégée.

## Économie

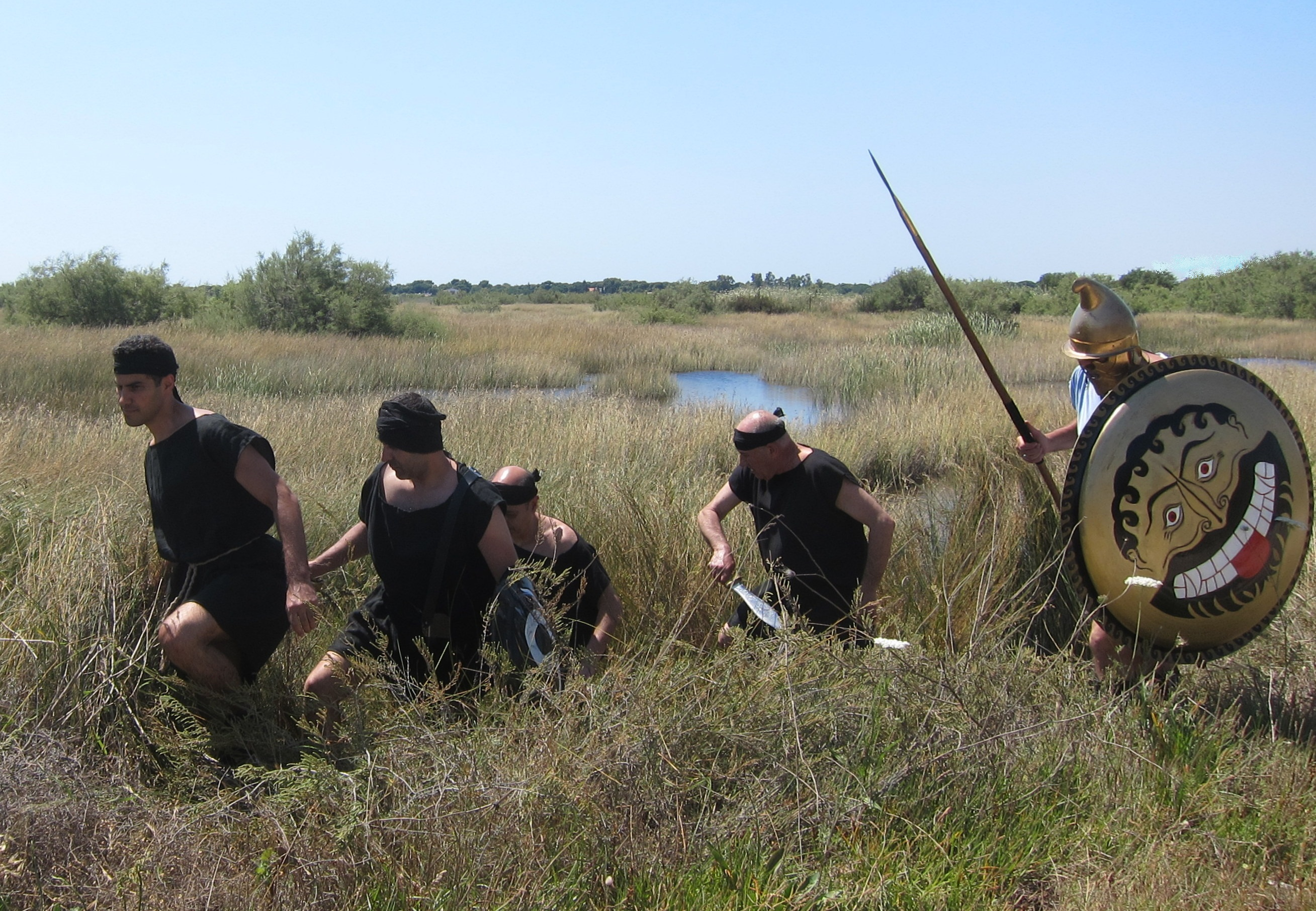
Reconstitution de la bataille de Marathon au sein du parc.

Le tourisme estival est particulièrement marqué dans les espaces de forêt et sur le cordon littoral. En outre, tout au long de l'année, l'importance culturelle de la région occasionne une activité touristique non négligeable. Plusieurs vestiges de la bataille de Marathon, comme la colonne de la Victoire et les tumuli des Athéniens et des Platéens (en), ainsi que le musée archéologique de Marathon, sont situés à proximité de l'emprise du parc.
Depuis les Jeux olympiques d'été de 2004, un important complexe d'aviron et de canoë-kayak occupe la partie occidentale du parc national. La prise de conscience de l'intérêt écologique de la zone et la création du parc national sont des résultantes des projets d'aménagement menés dans le cadre des Olympiades,. Construites à l'emplacement de l'aéroport de l'ancienne base militaire américaine, les installations sportives sont accessibles à tous depuis 2010.

## Menaces et protection
Le parc est confié à l'Organisme de gestion du parc national de Schiniás-Marathon, de l'Hymette et du sud-est de l'Attique (Φορέας Διαχείρισης Εθνικού Πάρκου Σχινιά-Μαραθώνα, Υμηττού και Νοτιοανατολικής Αττικής), entité à statut privé située à Marathon. Créée en 2002, la zone de responsabilité de l'agence a été étendue en 2018. Administrativement, le parc national est localisé dans la municipalité de Marathon, tandis que le bureau des forêts de Kapandríti est le service forestier compétent.
L'emprise du parc national est incluse sur la liste des zones de protection spéciale (ZPS) pour les oiseaux et sur la liste des zones spéciales de conservation (ZSC) des habitats naturels du réseau Natura 2000. La région figure également à l'inventaire des zones importantes pour la conservation des oiseaux de l'ONG Birdlife International.
Le parc national est soumis à de nombreuses menaces. Du fait de la proximité d'Athènes, la pression anthropique est particulièrement forte, qu'il s'agisse de l'activité touristique ou immobilière. Bien que considérablement réduit depuis l'inscription de la zone et l'expropriation de certains propriétaires fonciers, le développement résidentiel n'en demeure pas moins une problématique prépondérante,. Certaines constructions vouées à la démolition par une décision judiciaire de 2005 n'ont été détruites qu'en 2018 après que l'affaire a été portée devant la Cour de justice de l'Union européenne.
Le risque d'incendie est une autre préoccupation majeure. L'Attique est en effet fréquemment touchée par d'importants feux de forêt, comme ce fut le cas en 2007 dans le massif voisin de l'Hymette et en 2018 dans la localité toute proche de Máti. Un système d'extinction automatique des incendies utilisant l'eau des bassins d'aviron a été installé en 2003, mais il n'a jusqu'à aujourd'hui jamais été en état de fonctionnement. 

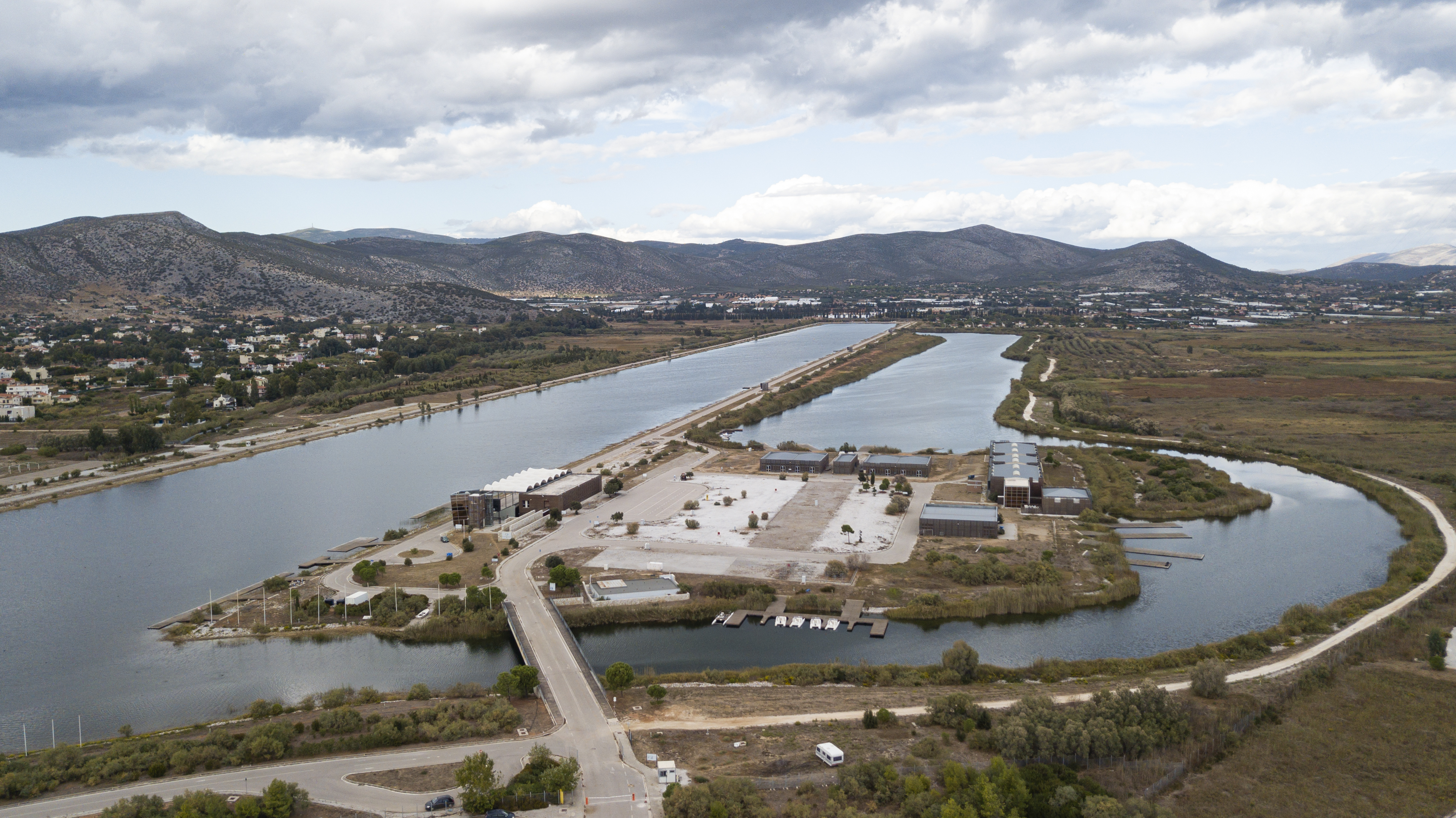
Complexe olympique d'aviron et de canoë-kayak de Schiniás.

D'autre part, la gestion de l'écosystème fragile du marais de Schiniás est intimement dépendante du contrôle du drainage de l'eau de la source de Makaría. Le démantèlement d'une partie des installations militaires et les grands travaux de renaturation commencés à la fin des années 1990 ont permis une nette réduction de la pollution sonore, une augmentation des surfaces aquatiques, mais aussi le rétablissement d'un régime hydrologique plus naturel de la source aux bassins d'aviron puis au marais. Avant ce grand projet, seul 10 % du volume d'eau de la source de Makaría bénéficiait à la zone humide en raison des travaux de drainage mis en œuvre à partir des années 1920. Fortement contestée par les organisations environnementales,, la construction du complexe olympique d'aviron a considérablement modifié les habitats environnants, avec pour effet de long terme l'augmentation du nombre d'espèces au sein du parc national,. L'équilibre hydrologique reste toutefois instable, l'important système de canaux entraînant par exemple une dramatique mortalité des poissons. 
D'autres infrastructures ou comportements humains sont potentiellement préjudiciables à l'équilibre environnemental du parc national, comme le centre de transmissions de Káto Soulí (en) et son antenne de 250 mètres au cœur de la zone protégée utilisée par la marine de guerre hellénique, la gestion des déchets, la circulation automobile et le braconnage.

## Faune et flore

### Faune

#### Oiseaux
Plus de 199 espèces d'oiseaux ont été recensés dans le parc national, dont plusieurs considérées comme quasi menacées par l'UICN, à savoir le Fuligule nyroca (Aythya nyroca), le Busard pâle (Circus macrourus), le Vanneau huppé (Vanellus vanellus), la Barge à queue noire (Limosa limosa), le Bécasseau cocorli (Calidris ferruginea), le Pipit farlouse (Anthus pratensis), le Faucon kobez (Falco vespertinus), la Grive mauvis (Turdus iliacus), la Barge rousse (Limosa lapponica) et la Perdrix bartavelle (Alectoris graeca). Inscrits sur la liste rouge des espèces menacées par l'UICN, l'Aigle criard (Clanga clanga), le Fuligule milouin (Aythya ferina), le Puffin de Méditerranée (Puffinus yelkouan) et la Tourterelle des bois (Streptopelia turtur) sont également observables. Non menacé à l'échelle mondiale, l'Ibis falcinelle (Plegadis falcinellus) figure cependant sur la liste rouge des espèces animales en danger critique d'extinction en Grèce.

#### Autres espèces
4 espèces d'amphibiens, dont la Grenouille des Balkans (Pelophylax kurtmuelleri), 15 espèces de reptiles, dont 6 serpents, 5 lézards et 4 tortues complètent l'inventaire de la faune du parc national de Schiniás-Marathon. La Cistude (Emys orbicularis) et la Tortue d'Hermann (Testudo hermanni) sont particulièrement protégées en tant qu'espèces quasi menacées selon l'IUCN. La présence de la Tortue bordée (Testudo marginata), endémique de la Grèce et de l'Albanie, de Mauremys caspica et de la Couleuvre léopard (Elaphe situla) est également notoire. À noter enfin le recensement de 8 espèces de poissons, notamment l'Anguille d'Europe (Anguilla anguilla), en danger critique d'extinction à l'échelle mondiale, et Pelasgus marathonicus (en), une espèce quasi-menacée endémique de l'est de la Grèce centrale et du nord du Péloponnèse.

### Flore
Le parc national comprend principalement des espèces communément observables dans les zones humides, les sols saumâtres et espaces côtiers méditerranéens. Parmi les quelque 320 espèces recensées, plusieurs sont toutefois particulièrement notables : Fritillaria obliqua ssp. obliqua (sous-espèce de fritillaires menacée, endémique de l'est de la Grèce centrale et de l'Eubée), Scorzonera crocifolia (espèce que l'on retrouve en Grèce et probablement dans les pays limitrophes des Balkans) et Crocus laevigatus (en), endémique des îles égéennes et de la moitié sud de la Grèce continentale,. En outre, certaines espèces ou sous-espèces rares en Grèce sont soumises à des mesures de conservation, dont les herbiers de posidonies et plusieurs orchidées telles que l'Ophrys araignée (Ophrys sphegodes ssp. aesculapii, endémique de la Grèce), l'Orchis des marais (Anacamptis palustris), l'Orchis à fleurs lâches (Anacamptis laxiflora), l'Orchis pyramidal (Anacamptis pyramidalis), l'Orchis papillon (Anacamptis papilionacea), l'Orchis dentelé (Neotinea tridentata), le Sérapias langue (Serapias lingua) et la Spiranthe d'automne (Spiranthes spiralis).

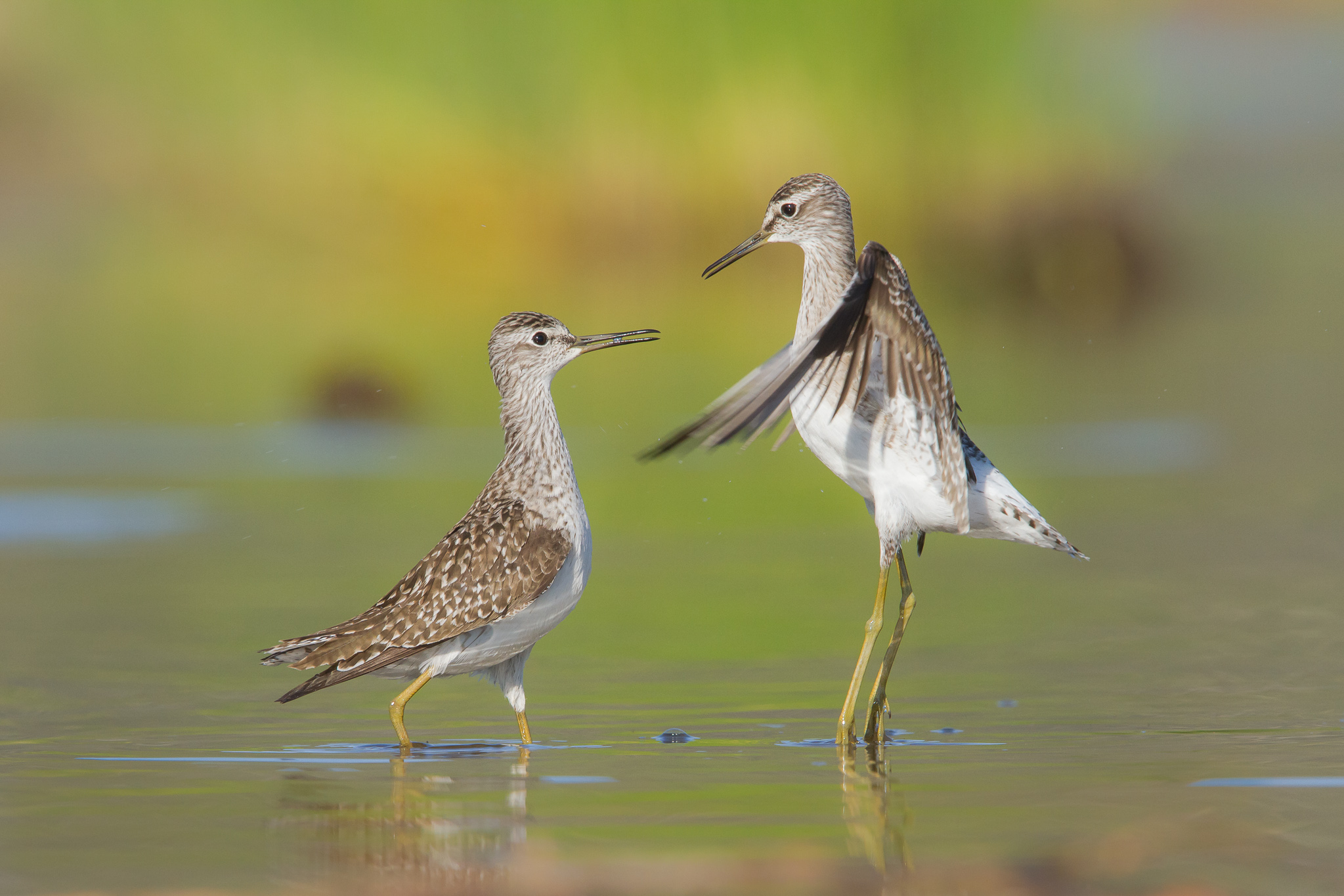
Couple de Chevaliers sylvains (Tringa glareola) dans le parc.
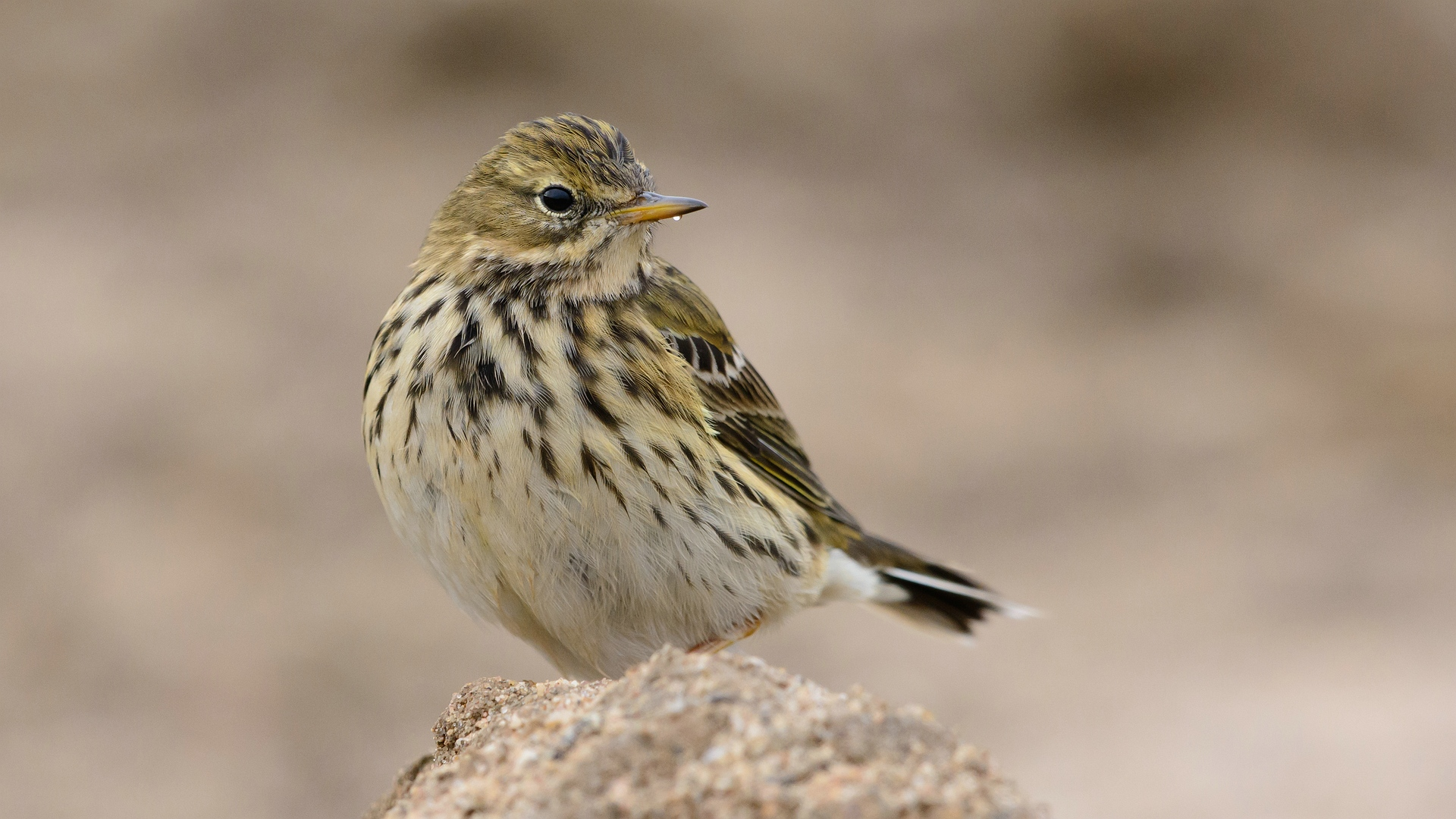
Pipit farlouse.
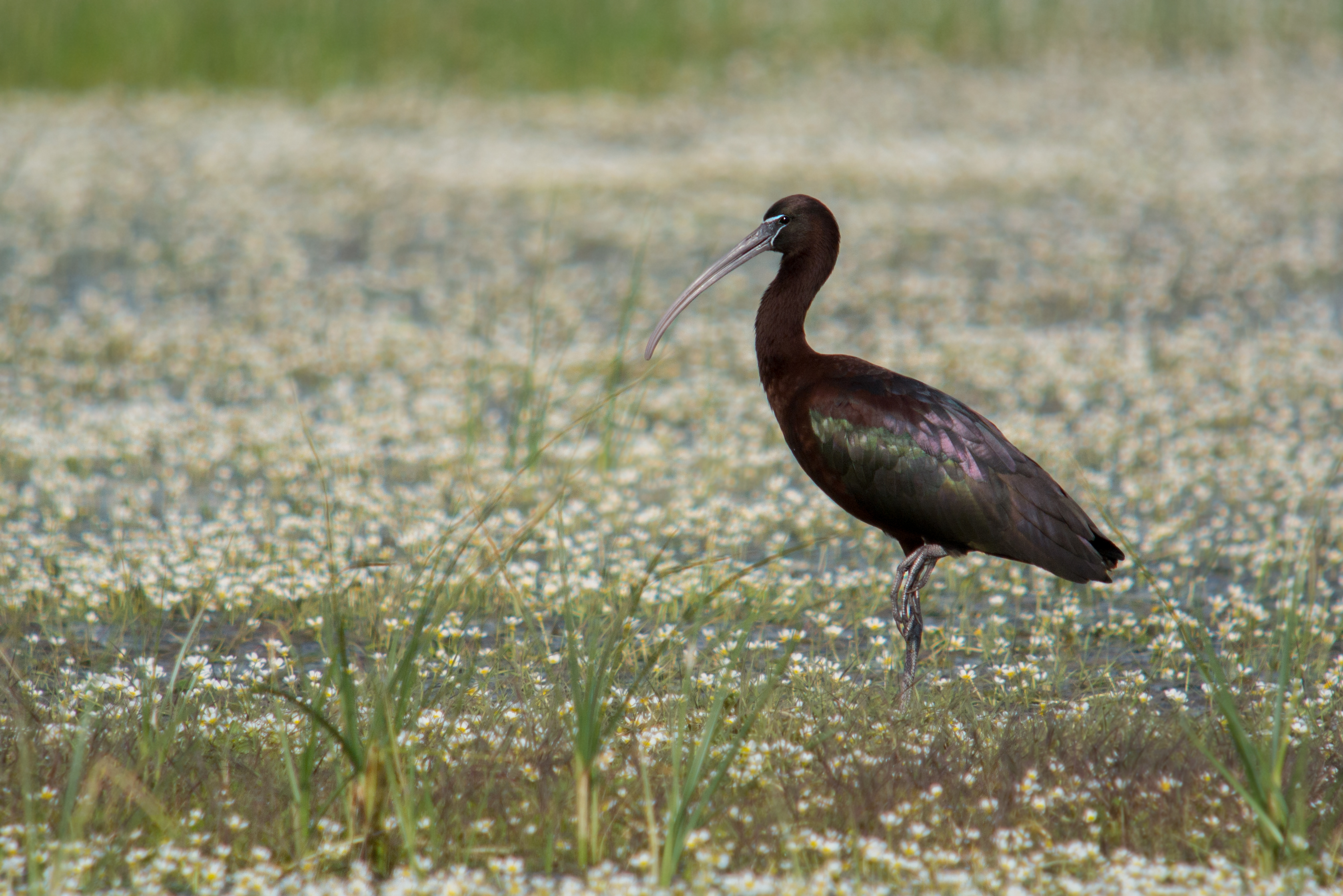
Ibis falcinelle.
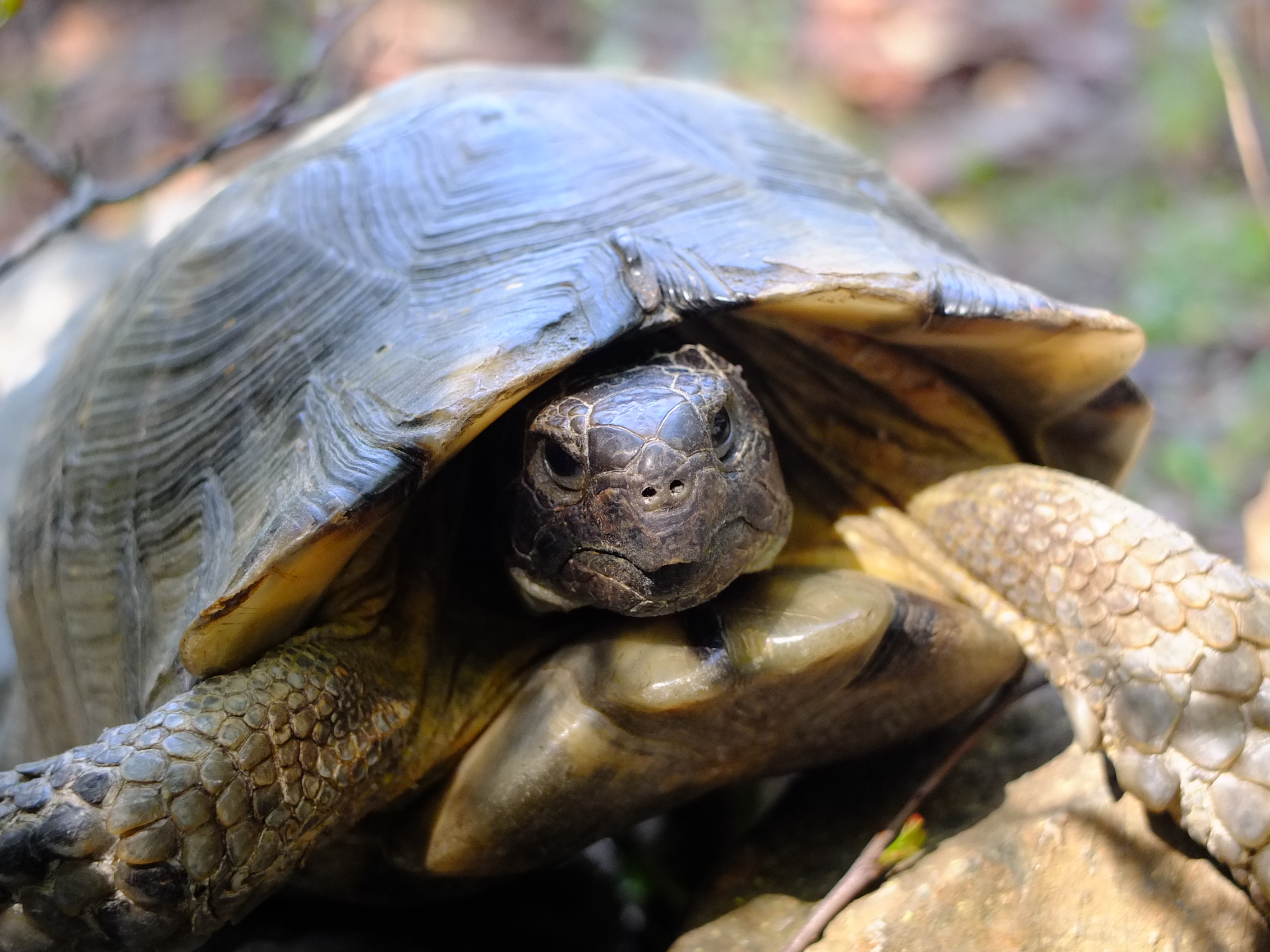
Tortue bordée.
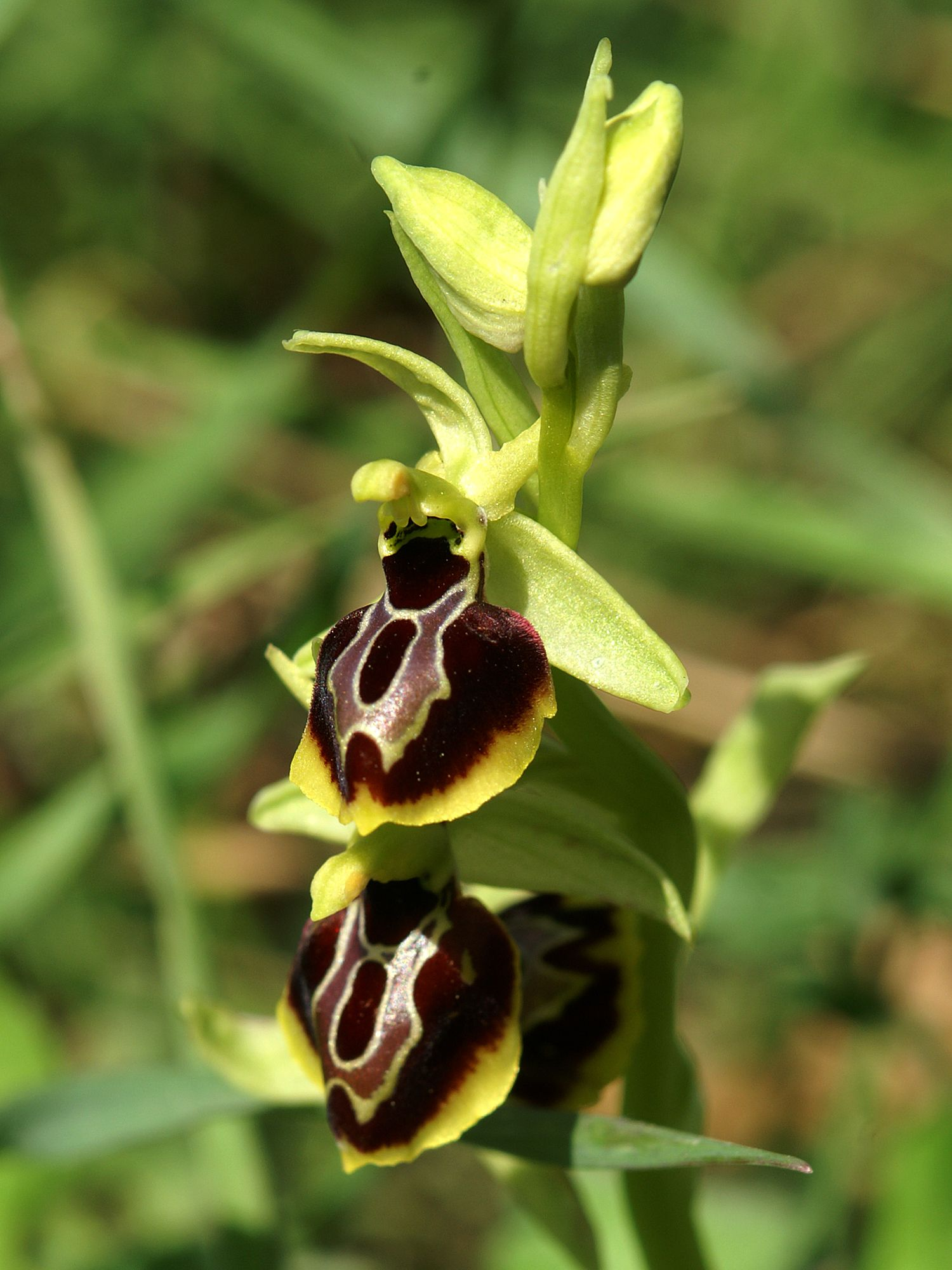
Ophrys sphegodes ssp. aesculapii.